# ラトゥイラレプハ
ラトゥイラ レプハ（Latuila Repuha、1985年1月19日 - ）は、日本のラグビー選手。

## プロフィール
- トンガ出身。
- ポジションはナンバーエイト(No8)、フランカー(FL)。
- 身長 189cm、体重 109kg
- ニックネームはレプ[1]。
- 7人制日本代表に選ばれている。

## 略歴
2006年、トンガ高校卒業後、大東文化大学に入る。
2009年、大東文化大学ラグビー部の主将に就任した。また同年にはラグビーワールドカップセブンズ2009の7人制日本代表に選出された。
2010年、大東文化大学卒業後、近鉄ライナーズ(現・花園近鉄ライナーズ)に加入。同年10月3日に行われたジャパンラグビートップリーグ第4節の神戸製鋼コベルコスティーラーズ戦に途中出場で公式戦初出場を果たす。 
2013年、ラグビーワールドカップセブンズ2013の7人制日本代表に選ばれた。
2014年に日本国籍を取得し、アジア大会で7人制日本代表として参加することが可能になり、金メダル獲得に貢献。
2017年、NECグリーンロケッツ(現・NECグリーンロケッツ東葛)に加入。
2019年、クリーンファイターズ山梨に加入。
2020年、清水建設ブルーシャークス(現・清水建設江東ブルーシャークス)に加入。
2022年、清水建設江東ブルーシャークスを退団した。